# Steven Kitshoff
Steven Kitshoff (geboren am 10. Februar 1992) ist ein ehemaliger südafrikanischer professioneller Rugby-Union-Spieler, der zuletzt für die Stormers sowie für die südafrikanische Nationalmannschaft spielte. Seine Spielposition war Linker Pfeiler (Loosehead Prop). Zuvor hat Kitshoff für Bordeaux in der französischen Top 14 und Western Province im Currie Cup gespielt. Für die Saison 2023–2024 wechselte er zu Ulster. Mit der südafrikanischen Nationalmannschaft wurde er 2019 und 2023 zweifacher Weltmeister. Aufgrund von Komplikationen, die er sich bei einer schweren Nackenverletzung im Jahr 2024 zugezogen hatte, trat er 2025 vom Profi-Rugby zurück.

## Jugend
Kitshoff besuchte die Hendrik Louw Primary School und das Paul Roos Gymnasium.
Kitshoff war Mitglied der südafrikanischen U20-Mannschaft, die 2012 die IRB-Junioren-Weltmeisterschaft gewann. Außerdem gehörte Kitshoff zum Team von Western Province, das 2012 den Currie Cup gewann.

## Karriere

### Vereinskarriere
Kitshoff hatte seinen ersten Durchbruch in der Saison 2011, als er 5 Einsätze als Einwechselspieler für die Stormers und 5 Einsätze im Currie Cup für Western Province absolvierte, obwohl er noch ein Teenager war. Im Laufe des Jahres 2012 wurde er zum Stammspieler, trug sowohl für die Stormers als auch für Western Province das Trikot mit der Nummer 1 und gewann mit Province den Currie Cup durch einen beeindruckenden Sieg über die Sharks in Durban.
Seine Super-Rugby-Kampagne 2013 war solide und er setzte diese Form im Currie Cup als Stammspieler fort als Province zum zweiten Mal in Folge das Currie-Cup-Finale erreichte und dieses Mal zu Hause gegen die Sharks unterlag. 2014 war ein Jahr der Enttäuschung, als er sich gegen Ende der Super-Rugby-Saison eine Verletzung zuzog, die die Saison für ihn beendete. Aufgrund der Verletzung verpasste er die erfolgreiche Currie-Cup-Saison von Western Province, in der das Team mit einem knappen Sieg über die Golden Lions in Newlands zum zweiten Mal in drei Jahren den Titel holte.
Im Februar 2015 wurde bekannt, dass Kitshoff nach Abschluss der Currie Cup Premier Division-Saison 2015 zum französischen Top-14-Team Bordeaux wechseln würde. Er verbrachte zwei Spielzeiten in Frankreich, bevor er 2017 nach Kapstadt zurückkehrte. In seinem zweiten Abstecher bei den Stormers wurde er 2021 zum Mannschaftskapitän ernannt und führte das Team zum Gewinn der ersten United Rugby Championship im Jahr 2022. Vor der Saison 2023–2024 unterschrieb er bei Ulster[8] und kehrte am Ende der Saison zu den Stormers zurück.
Nach seiner Rückkehr von Ulster erlitt Steven Kitshoff während des Currie Cup-Spiels gegen die Griquas eine schwere Nackenverletzung. Auf ärztlichen Rat hin unterzog er sich am 20. November einer Nackenversteifungsoperation, um seine Genesung zu unterstützen.  Im Dezember legte Kitshoff offen, dass die Verletzung fast tödlich gewesen sei. Laut seinen Ärzten befindet sich der betroffene Wirbel, der sich verschoben hatte, in der Nähe seines zentralen Kanals in einem Abstand von zwei Millimetern. Am 25. Februar 2025 gab Kitshoff unter Berufung auf seine Verletzung seinen Rücktritt vom Profi-Rugby bekannt.

### Nationalmannschaft
Am 28. Mai 2016 wurde Kitshoff in den 31-köpfigen Kader der südafrikanischen Nationalmannschaft für deren Drei-Testspiele-Serie gegen Irland aufgenommen.
Kitshoff wurde in den südafrikanischen Kader für die Rugby-Weltmeisterschaft 2019 und die Rugby-Weltmeisterschaft 2023 berufen. Südafrika gewann beide Turniere und besiegte England im Finale 2019 und Neuseeland im Finale 2023.

## Erfolge

### Western Province
- 2012 Currie-Cup Gewinner

### Stormers
- 2022 United Rugby Championship Gewinner

### Südafrika
- 2012 IRB Junior World Championship Gewinner
- 2019 Rugby Championship Gewinner
- 2019 Rugby Weltmeisterschaft Gewinner
- 2021 Tour der British and Irish Lions nach Südafrika Gewinner
- 2023 Rugby Weltmeisterschaft Gewinner